# Liste der portugiesischen Abgeordneten zum EU-Parlament (1987–1989)
Die Liste der portugiesischen Abgeordneten zum EU-Parlament (1987–1989) listet alle portugiesischen Mitglieder des 2. Europäischen Parlaments nach der Europawahl in Portugal 1987.

## Mandatsstärke der Parteien zum Ende der Wahlperiode
- KOM: 3
- SOC: 7
- LDR: 10
- EVP: 4

| Nationale Partei                                       | Mandate | Fraktion                                         |
| ------------------------------------------------------ | ------- | ------------------------------------------------ |
| Partido Social Democrata (PSD)                         | 10      | Liberale und Demokratische Reformfraktion (LDR)  |
| Partido Socialista (PS)                                | 06      | Sozialistische Fraktion (SOC)                    |
| Parteilose Abgeordnete (Unabh.)                        | 01      | Sozialistische Fraktion (SOC)                    |
| Centro Democrático e Social – Partido Popular (CDS-PP) | 04      | Fraktion der Europäischen Volkspartei (EVP)      |
| Partido Comunista Português (PCP)                      | 03      | Fraktion der Kommunisten und Nahestehenden (KOM) |
| SUMME                                                  | 24      |                                                  |

## Abgeordnete
| Bild | Name                           | geb. | MdEP seit     | Partei    | Fraktion | Kommentar                                                     |
| ---- | ------------------------------ | ---- | ------------- | --------- | -------- | ------------------------------------------------------------- |
|      | Carlos Aboim Inglez            | 1930 | 14. Sep. 1987 | PCP       | KOM      |                                                               |
|      | Rui Amaral                     | 1943 | 13. März 1986 | PSD       | LDR      |                                                               |
|      | José Augusto Gama              | 1942 | 14. Sep. 1987 | CDS-PP    | EVP      |                                                               |
|      | José Barros Moura              | 1951 | 1. Jan. 1986  | PCP       | KOM      |                                                               |
|      | Maria Belo                     | 1938 | 1. März 1988  | PS        | SOC      | rückte am 1. März 1988 für Jorge Campinos nach                |
|      | Jorge Campinos                 | 1937 | 1. Jan. 1986  | PS        | SOC      | am 20. Februar 1988 ausgeschieden, Maria Belo rückte nach     |
|      | José Vicente Carvalho Cardoso  | 1923 | 14. Sep. 1987 | CDS-PP    | EVP      |                                                               |
|      | António Coimbra Martins        | 1927 | 1. Jan. 1986  | PS        | SOC      |                                                               |
|      | Fernando Condesso              | 1946 | 1. Jan. 1986  | PSD       | LDR      |                                                               |
|      | Pedro Augusto Cunha Pinto      | 1956 | 1. Jan. 1986  | PSD       | LDR      |                                                               |
|      | António Figueiredo Lopes       | 1936 | 14. Sep. 1987 | PSD       | LDR      | schied am 15. September 1988 aus                              |
|      | Vasco Garcia                   | 1939 | 1. Jan. 1986  | PSD       | LDR      |                                                               |
|      | Fernando Gomes                 | 1946 | 1. Jan. 1986  | PS        | SOC      |                                                               |
|      | Maria de Lourdes Pintasilgo    | 1930 | 14. Sep. 1987 | PS        | SOC      |                                                               |
|      | Luís Marinho                   | 1949 | 14. Sep. 1987 | PS        | SOC      |                                                               |
|      | António Joaquim Marques Mendes | 1934 | 14. Sep. 1987 | PSD       | LDR      |                                                               |
|      | José Medeiros Ferreira         | 1942 | 1. Jan. 1986  | parteilos | EDASOC   | Parteiaustritt (PRD) und Fraktionswechsel am 11. Oktober 1987 |
|      | Joaquim Miranda                | 1950 | 1. Jan. 1986  | PCP       | KOM      |                                                               |
|      | Luís Filipe Nascimento Madeira | 1940 | 1. Jan. 1986  | PS        | SOC      |                                                               |
|      | Manuel Pereira                 | 1928 | 1. Jan. 1986  | PSD       | LDR      |                                                               |
|      | Virgílio Pereira               | 1941 | 1. Jan. 1986  | PSD       | LDR      |                                                               |
|      | Carlos Pimenta                 | 1955 | 14. Sep. 1987 | PSD       | LDR      |                                                               |
|      | Francisco Lucas Pires          | 1944 | 1. Jan. 1986  | CDS-PP    | EVP      |                                                               |
|      | Pedro Santana Lopes            | 1956 | 14. Sep. 1987 | PSD       | LDR      |                                                               |
|      | Manuel dos Santos Machado      | 1933 | 14. Sep. 1987 | CDS-PP    | EVP      |                                                               |